# Al Viola

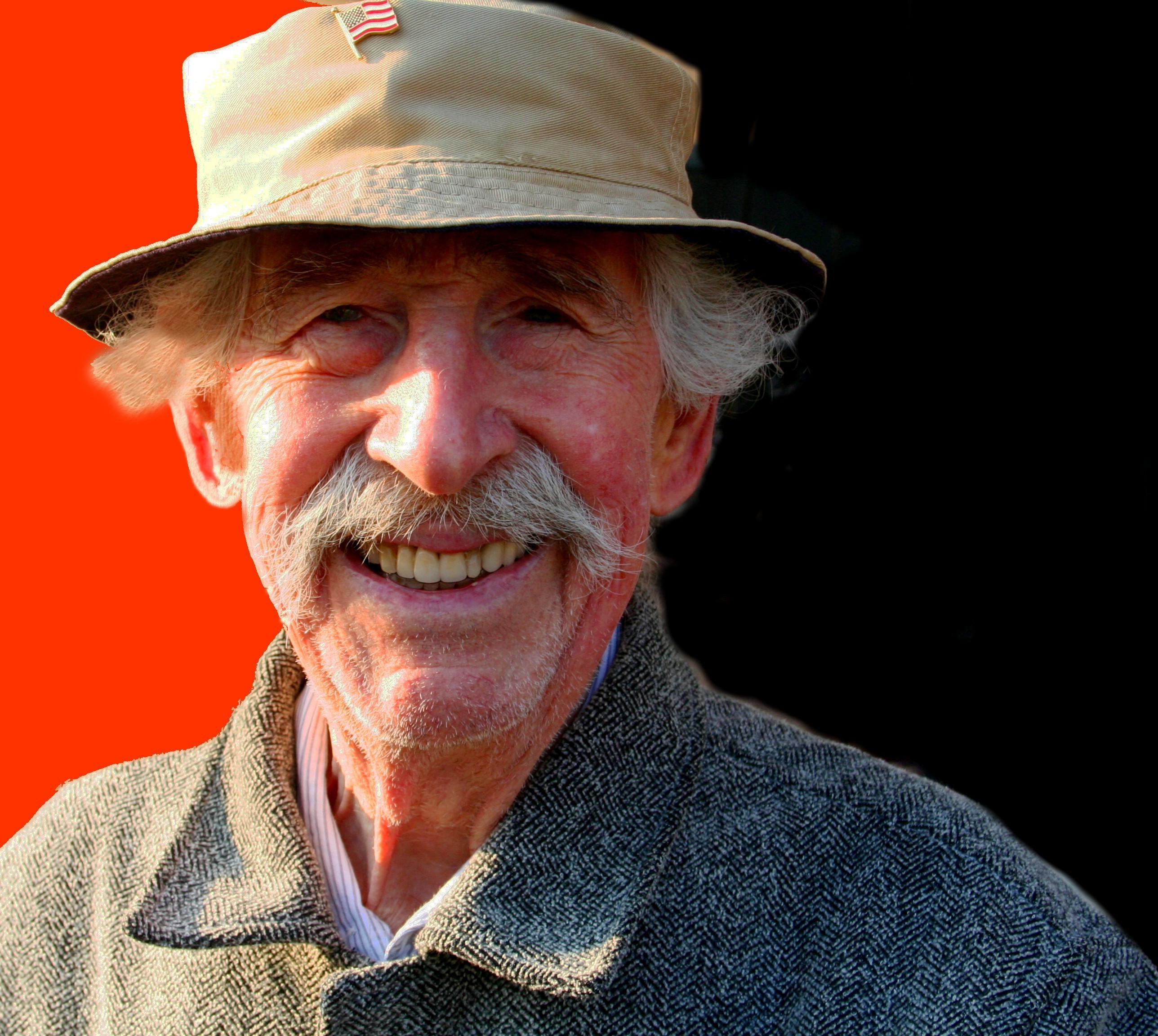
Al Viola

Al Viola (* 16. Juni 1919 in Brooklyn, New York City; † 21. Februar 2007 in Los Angeles) war ein US-amerikanischer Musiker. Bekannt wurde er vor allem durch seine Mandolinen-Soli im Soundtrack des Films Der Pate und als jahrzehntelanger Gitarrist von Frank Sinatra.

## Leben
Viola entstammte einer kinderreichen und sehr musikalischen Familie italienischer Einwanderer in Brooklyn, wo er sich schon als Jugendlicher als Gitarrist verdingte. Während seines Wehrdienstes von 1942 bis 1945 lernte er den Pianisten Page Cavanaugh und den Bassisten Lloyd Pratt kennen, mit denen er das Page-Cavanaugh-Trio gründete, eine Reihe Schallplatten einspielte und auf ausgedehnte Tourneen in den USA und Europa ging.
1949 verließ Viola das Trio und arbeitete seitdem als eigenständiger Musiker unter anderem für die Orchester von Ray Anthony, Les Brown, Harry James und Nelson Riddle sowie für verschiedene Jazzformationen von Buddy Collette, Plas Johnson, Shelly Manne, André Previn und Bobby Troup. Daneben trat er unter eigenem Namen regelmäßig in Jazzklubs in den USA und Europa auf.
1945 lernte er als Mitglied des Cavanaugh-Trios Frank Sinatra kennen und begleitete ihn 1946 bei zwei Studioaufnahmen sowie einigen Konzertreisen. Ab 1956 zählte Viola dann als Gitarrist zu Sinatras regulärem Orchester und spielte bis 1980 bei Capitol und Reprise bei vielen hundert Studioaufnahmen sowie zahllosen Konzerten an dessen Seite unter anderem als Teil des Bill-Miller-Sextetts. Zu den bekanntesten Duetten der beiden aus dieser Zeit zählen unter anderem Versionen von Night And Day (1962), Autumn Leaves (1962), Try A Little Tenderness (erstmals 1971), If (erstmals 1974) und A Foggy Day (erstmals 1977). Im Frühjahr 1980 zog sich Viola aus Sinatras Ensemble zurück.
Als Begleitmusiker spielte Viola insgesamt auf über 500 Alben für verschiedenste Künstler, darunter neben Sinatra June Christy, Natalie Cole, Beryl Davis, Neil Diamond, Ella Fitzgerald, Marvin Gaye, Steve Lawrence, Julie London, Anita O’Day, Linda Ronstadt und Joe Williams.
Daneben wirkte er als Solist auf den Soundtracks zahlreicher Fernsehserien und Filme mit, zu denen unter anderem West Side Story (1961) und Wer hat Angst vor Virginia Woolf? (1966) gehören. Besonders bekannt wurden seine Soli in der Filmmusik zu Der Pate (1972).
Viola, der die Bandbreite seines Repertoires bereits in den frühen fünfziger Jahren durch Studien an der „California Academy Of Music“ in Torrance vervollkommnet hatte, veröffentlichte auch eine Reihe Alben unter eigenem Namen, von denen Solo Guitar (1957), Guitar Lament (1961) und Alone Again (1973) am erfolgreichsten waren.
Bis ins hohe Alter trat Viola regelmäßig auf, in Europa zuletzt 2004, wo er zuvor beim Jazzfestival im schweizerischen Ascona 2002 ein weiteres Live-Album eingespielt hatte. In den USA war Viola noch Ende Januar 2007 auf der Bühne zu sehen. Wenige Wochen später erlag er einem Krebsleiden.

## Alben unter eigenem Namen
- Solo Guitar (Mode, 1957)
- Guitar Lament (World Pacific, 1961)
- Guitars (Liberty)
- Guitars Volume 2 (Liberty)
- Imagination (Liberty)
- Alone Again (Legend, 1973)
- Salutations For Frank Sinatra (Legend, 1974)
- Mellow As A Cello (Starline, 1994)
- The Memory Of All That: The Chairman’s Board Salutes Sinatra (Avanti, 1998)
- Stringin’ The Blues (Jazzology, aufgenommen beim Jazzfestival in Ascona 2002)